# Josep Maria Vila d'Abadal i Serra
Josep Maria Vila d'Abadal i Serra (Barcelona, 5 d'abril de 1954) és un polític català, diputat del Parlament de Catalunya entre 2010 i 2012, i batlle municipal de Vic de 2007 a 2015. També ocupà el càrrec de president de l'Associació de Municipis per la Independència fins al 2015. És llicenciat en Enginyeria agrícola i exerceix d'empresari ramader.

## Família
Josep Maria Vila d'Abadal és fill de Marià Vila d'Abadal, perit agrícola que fou diputat de la primera legislatura de la Catalunya autonòmica, i net del també polític Lluís Vila i d'Abadal.
Alhora, és rebesnebot de Raimon d'Abadal i Calderó i de Joaquim Abadal i renebot de Ramon d'Abadal i de Vinyals.

## Biografia
Va militar a Unió Democràtica de Catalunya des de l'any 1986 fins al 2012, i des de 2007 és batlle municipal de Vic fruit d'un pacte entre CiU, PSC, ERC i ICV. Durant aquesta legislatura ICV va trencar el pacte, i després de les eleccions de 2011 el PSC tampoc no va formar part del govern, formant govern només CiU i ERC.
En desacord amb la línia del partit instaurada per Josep Antoni Duran i Lleida, l'1 de setembre de 2012 constituí un nou corrent intern de caràcter sobiranista i ecologista anomenat Col·lectiu Independentista d'Unió. Dos mesos després, el 3 de desembre de 2012, abandonà UDC per discrepàncies amb el seu president, Josep Antoni Duran i Lleida, sobre la "qüestió nacional", havent perdut la candidatura que va presentar per guanyar-li el lideratge del partit.
El 27 de juny de 2013, junt a altres exmilitants d'UDC, va constituir una nova formació anomenada Moviment Demòcrata Català, que més endavant es va integrar a Demòcrates de Catalunya.
El 2015 va deixar de ser alcalde de Vic, càrrec que va assolir Anna Erra i Solà.
Després d'haver estat apartat del panorama polític, el 26 de novembre de 2016 reprèn l'activitat, sent escollit com a President del Consell Nacional de Demòcrates de Catalunya, amb un 98% dels vots a favor i substituint a Joan Rigol, amb la intenció de promoure l'acció social per tal de culminar el procés independentista. L'11 de desembre de 2016 manifestà en una entrevista al diari Ara que, en unes properes eleccions, «Demòcrates s'ha de presentar sol, i si fa coalició, millor amb ERC». No obstant el 18 desembre de 2017, en el context de la campanya per les eleccions al Parlament de Catalunya de 2017, Vila d'Abadal va donar suport públic a la candidatura Junts per Catalunya tot i presidir el consell nacional de Demòcrates de Catalunya, partit integrat a la llista d'ERC. A finals de 2018, el Moviment Demòcrata Català va abandonar Demòcrates de Catalunya.
El juliol del 2020 és elegit president del Moviment País Rural a la seva assemblea fundacional celebrada a Montblanc.